# أحمد منسي
أحمد صابر محمد علي منسي (4 أكتوبر 1978 - 7 يوليو 2017)، من مواليد قرية بنى قريش بمركز منيا القمح بمحافظة الشرقية. هو ضابط مصري شغل منصب قائد الكتيبة 103 صاعقة المتمركزة بمدينة العريش في شمال سيناء. خلال مسيرته العسكرية اشتهر بقيادته لعدة حملات لإنفاذ القانون مكونة من أفراد الصاعقة المصرية بهدف القضاء على التنظيمات الإرهابية في شمال سيناء. قُتل ومعه عدد من أفراد كتيبته في 7 يوليو 2017 خلال أحداث هجوم كمين البرث بمدينة رفح في شمال سيناء أثناء التصدي لهجوم إرهابي مسلح على أفراد القوات المسلحة.
عرضت مسيرته العسكرية في شمال سيناء وواقعة وفاته في رمضان 2020 في مسلسل تلفزيوني تحت اسم الاختيار.

## حياته
وُلد في 4 أكتوبر عام 1978م بمركز منيا القمح بمحافظة الشرقية، والتحق بالكلية الحربية وتخرج ضمن الدفعة 92 حربية. بعد التخرج عمل كضابط بوحدات الصاعقة وخدم لفترة طويلة في الوحدة 999 قتال. التحق بأول دورة للقوات الخاصة الاستشكافية المعروفة باسم الـ "SEAL" عام 2001م، ثم سافر للحصول على نفس الدورة من الولايات المتحدة الأمريكية عام 2006م. وفي عام 2013م حصل على ماجستير العلوم العسكرية «دورة أركان حرب» من كلية القادة والأركان، وتولى قيادة الكتيبة 103 صاعقة خلفاً للعقيد رامي حسنين الذي قتل في شهر أكتوبر عام 2016م.
كان يكتب الشعر كما روت زوجته في الندوة التثقيفية للقوات المسلحة بالذكرى الـ44 لانتصارات أكتوبر، ومن بين أشعاره: «شجرة إنتي يا مصر من عمر التاريخ، أعلم أنكِ فانية، فلا شيء باقٍ، ولكنكِ باقية حتى يفنى التاريخ».

## البعثات التي شارك فيها
عمل كملحق إداري في مكتب دفاع باكستان، وشارك بالمناورات التدريبية في ألمانيا، ثم شارك في المناورات التدريبية بالبحرين.

## وفاته
توفي في 7 يوليو 2017 خلال أحداث هجوم كمين البرث نتيجة إصابته بطلق ناري، حيث كان فوق سطح المبنى يطلق النيران على العناصر الإرهابية التي حاصرت الموقع مدافعاً عن موقعه وزملائه. شُيع جثمانه في جنازة عسكرية من مسجد المشير طنطاوي، ودفن في مقابر الأسرة بالروبيكي.

## وصيته
قالت زوجته أنه أوصى بأن لا يُغسّل أو يكفّن، وأن يدفن بملابسه العسكرية، وقالت أنه تمنى «الشهادة» بعد وفاة المجندين في هجوم رفح الأول.

## تكريمه
افتتح الرئيس عبد الفتاح السيسي الكوبري العائم الذي يربط قناة السويس القديمة والجديدة ببعضهم البعض، ويقع بمنطقة نمرة 6 بمدينة الإسماعيلية، وأطلقت عليه هيئة قناة السويس اسم «الشهيد أحمد منسي»، وكُرمَّت أسرته وزوجته في الندوة التثقفية التي أقامتها القوات المسلحة، وكذلك أُطلِقَ اسمه على عدد من المدارس بمحافظة الشرقية، وافتُتِح نصب تذكاري له في محافظة الشرقية. كما أٌطلق اسمه على أحد مساجد مدينة برج العرب الجديدة بمحافظة الإسكندرية.

### أعمال فنية عنه
- جسَّد شخصيته الممثل أمير كرارة في مسلسل الاختيار، الذي يتناول جزءاً من حياته حتى وفاته.[20]
- نشيد «قالوا ايه علينا دولا وقالوا ايه»، أداء رجال الكتيبة 103 الصاعقة المصرية.[21]
- أغنية «احنا مش بتوع حداد»، كلمات محمد طارق، غناء وألحان أحمد جمال.[22]